# Kemisk station
Kemisk station var en sorts provningsanstalt för livsmedelsprodukters sundhet. (Kemisk station för jordbrukets och näringarnas behov.) Inspirationen kom från Frankrike där liknande stationer grundats av Louis Grandeau runt 1870 och kallades "Station agronomique".
I Sverige kom Lantbruksakademins förvaltningskommitté att stå som huvudman fram till dess att Lantbruksstyrelsen bildades 1890. Därefter fanns både statsunderstödda stationer och stationer utan statligt stöd. Kemiska stationer fanns bland annat i Skara, Kalmar, Halmstad, Västerås (grundade 1877), Örebro (1878), Jönköping, Härnösand (1883), Visby (1898) och senare grundade Kristianstad, Alnarp (vid Malmö) och Gävle. 
Information om kemiska stationernas ekonomi och verksamhetens volym finns ibland i BiSOS avd H.
Stationernas uppgift var att främja jordbruk och näringar genom undersökningar och upplysningar. De kemiska stationerna fungerade också som en kvalitetsstämpel liknande dagens Livsmedelsverket, men användes även som reklam.
De kemiska stationerna samarbetade ofta med Frökontrollanstalterna.